# Charles Bachman

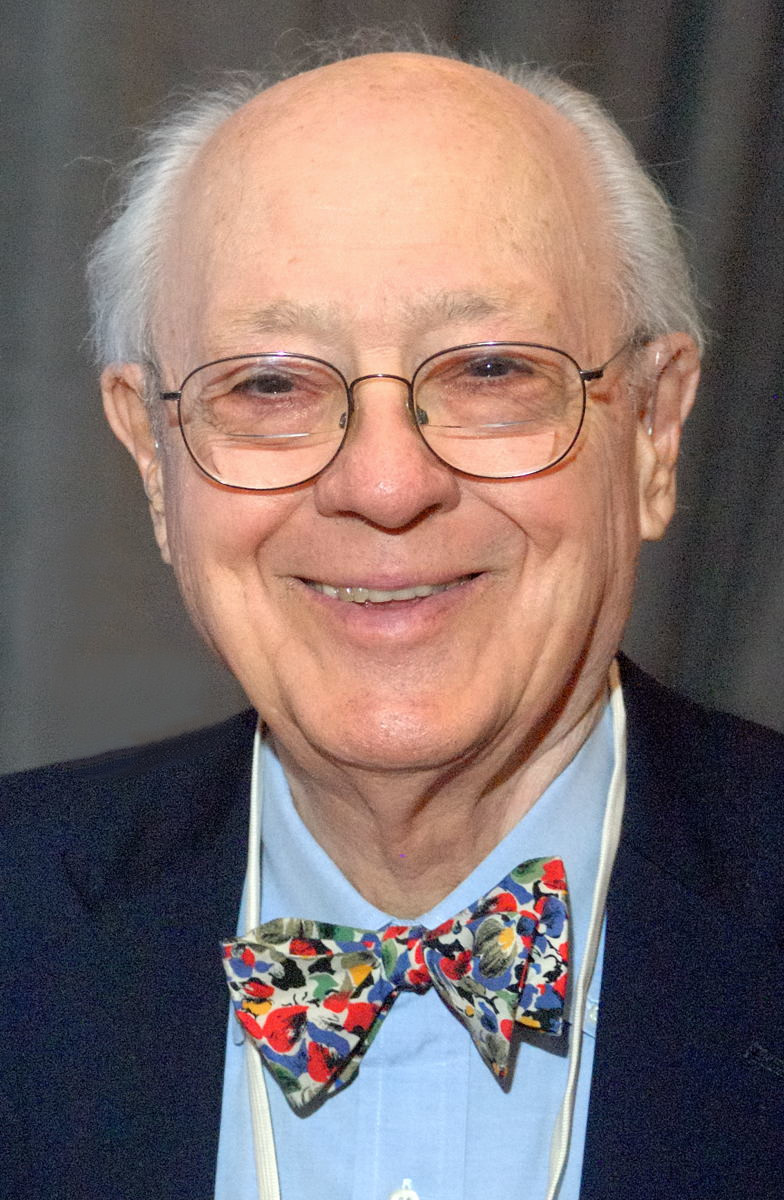
Charles Bachman, 2012

Charles „Charlie“ William Bachman (* 11. Dezember 1924 in Manhattan, Kansas; † 13. Juli 2017 in Lexington, Massachusetts) war ein amerikanischer Informatiker.
Er entwickelte unter anderem das Netzwerkdatenbankmodell und eines der ersten Datenbankmanagementsysteme sowie die zum Entwurf von Datenbank-Diagrammen weitverbreitete Bachman-Notation im Entity-Relationship-Modell und war an der Schaffung zahlreicher Standards im Bereich Datenbanken und ferner Netzwerktechnik beteiligt. Er erhielt 1973 den Turing Award für „seinen herausragenden Beitrag zur Technologie von Datenbanken“. Bachman war ein ungewöhnlicher Turing-Award-Gewinner, weil er seine gesamte berufliche Laufbahn nicht im akademischen Umfeld, sondern in der Industrie verbrachte.

## Biografie
Der Sohn des Football-Trainers Charles W. Bachman schloss die Highschool in East Lansing, Michigan, 1943 vorzeitig ab und erledigte daraufhin das Freshman-Jahr in Maschinenbau am Michigan State College in East Lansing in einem halben Jahr, bevor er sich freiwillig zur Armee meldete. Von 1944 an verbrachte er zwei Jahre mit dem US Army Anti-Aircraft Artillery Corps im Pazifikkrieg, wo er erstmals mit Computern in Berührung kam (Feuerleitanlagen für 90-mm-Geschütze). In Australien besuchte er die Officer Candidate School, nachdem er schon an der Highschool am Reserve-Officer-Training-Corps-Programm teilgenommen hatte. Danach studierte er am Michigan State College (Bachelor 1948) und an der University of Pennsylvania in Philadelphia (Master 1950). Da das postgraduale Studium an der University of Pennsylvania in Form von Abendkursen ausgestaltet war, besuchte er tagsüber parallel dazu die Wharton School für ein MBA-Studium, dessen letztes Semester er aber nach dem Erreichen des Engineering-Masters nicht mehr absolvierte.
Im Anschluss an das Studium heiratete er die Kunsthistorikerin Connie Hadley und begann seine Karriere als Ingenieur bei Dow Chemical in Midland, wo einige seiner ersten Projekte allerdings die Erstellung eines Discounted Cash-Flow-Konzepts und einer Art von Management-Informationssystem auf Lochkartenbasis waren. Zwischenzeitlich wurde er stellvertretender Betriebsleiter einer Polystyrol-Fabrik des Unternehmens, wechselte 1957 aber als Manager in die neugegründete Abteilung Central Data Processing und sollte damit verantwortlich für die Beschaffung und Installation des ersten großen Computers des Unternehmens sein. Im Rahmen dieser Tätigkeit nahm er auch an einem zweiwöchigen Programmierkurs bei Remington Rand an einer UNIVAC 1103A teil.
Im Mai 1958 kam es erstmals zu einem Stellenabbau bei Dow Chemical, und Bachman musste zehn seiner 30 frisch eingestellten und als Programmierer ausgebildeten Leute entlassen. Auch seine Bestellung einer IBM 709 wurde zurückgezogen, nachdem die Programmierer für diese Maschine ausgebildet worden waren und ein entsprechender Computerraum im Neubau des Dow-Chemical-Hauptquartiers errichtet worden war. Bachman blieb aber in der IBM-Nutzergruppe SHARE aktiv, insbesondere in dem von ihm mitbegründeten Data Processing Committee, in dessen Umfeld er das Dateiverwaltungs- und Reportingprogramm 9PAC mitentwickelte.
Im Dezember 1960 verließ Bachman Dow und ging zu General Electric nach New York City, wo er das nach eigenen Angaben erste integrierte Produktionssteuerungssystem MIACS (später auch als GEICS – General Electric Integrated Control System, bzw. HMS – Honeywell Manufacturing System kommerziell vermarktet) und als Nebenprodukte eines der ersten Datenbankmanagementsysteme, den ebenfalls kommerzialisierten IDS (Integrated Data Store, Ursprung des Netzwerkdatenbankmodells) sowie ein auf IDS basierendes Betriebssystem entwickelte. In diesem Kontext entwarf er auch eine eigene Ausprägung der Datenstrukturdiagramme, später als Bachman-Notation bekannt.
1964 wechselte er in die Computer-Abteilung von GE in Phoenix, Arizona, wo er zunächst die IDS-Weiterentwicklung sowie die Erstellung von IDS-Schulungsmaterial und später weitere Datenbank-, Informations- und Betriebssystem-Projekte betreute. Daneben unterstützte er die 1965 gegründete CODASYL List Processing Task Group (ab 1967 Data Base Task Group) mit Standardspezifikationen für COBOL-DBMS basierend auf der IDS-Sprache. Später war er auch Vizepräsident des CODASYL Data Description Language Committee.
Als das General Electric Computer Department 1970 von Honeywell gekauft wurde, arbeitete Bachman fortan für deren Forschungsabteilung in Waltham als Manager der Database Management Group. Dort war Bachman unter anderem im Komitee zur Erstellung des ANSI-SPARC-Standards für Datenbankschemata tätig, trieb die Entwicklung der Distributed Systems Architecture für Netzwerke voran und engagierte sich im OSI-Standardisierungskomitee als Vorsitzender des amerikanischen Subkomitees 16.
1981 ging er als Vizepräsident des Produktmanagements zu Cullinane Database Systems (später Cullinet), deren Hauptprodukt die IDS-Weiterentwicklung IDMS (Integrated Database Management System, ursprünglich von B. F. Goodrich) war. Aus dem OSI-Komitee trat er aus, da er kein wirtschaftliches Interesse Cullinanes an jener Arbeit sah. Dennoch waren Cullinanes Bedürfnisse und Bachmans Fähigkeiten nicht in Einklang zu bringen, und so wurde dieser nach zwei Jahren wieder entlassen. Die mit dem als Abfindung konzipierten Beratervertrag verbundene Nutzungsmöglichkeit der Cullinane-Computer und -Software nutzte er allerdings, um weiter Datenmodellierungstools zu entwickeln. Im April 1983 gründete er zusammen mit seiner Frau Bachman Information Systems (kurz BACHMAN). Später stellte er auch seinen Sohn Jonathan ein, um grafische Diagrammdesignprogramme zu entwickeln, die ab 1986 zusammen mit anderen CASE-Tools mit zwei Millionen Dollar fremdem Risikokapital auf PCs zur Marktreife gebracht wurden. Das Unternehmen wurde kurzzeitig auch IBM Business Partner, zerstritt sich aber mit IBM, als von dort zu großer Einfluss auf die Ausrichtung von BACHMAN genommen worden sollte. Bachman zog sich aus der operativen Unternehmensführung weitgehend zurück und konzentrierte sich wieder mehr auf die technische Seite, indem er etwa sein Partnership-Set-Modell, eine Weiterentwicklung des Netzwerkdatenbankmodells, überarbeitete.
Bachman Information Systems, 1990 an die Börse gegangen, geriet aufgrund des geringen Absatzes in finanzielle Schwierigkeiten und fusionierte schließlich mit Cadre Technologies zu Cayenne Software, das 1998 von Sterling Software gekauft wurde, das keine zwei Jahre später wiederum von Computer Associates gekauft wurde. Bachman selbst trat 1997 als Chairman of the Board von Cayenne Software zurück und wurde freier Berater für Constellar Systems, die auf die Integration heterogener Datenbanksysteme spezialisiert waren, allerdings an Projektmanagementfehlern scheiterten.
Bachman zog sich zunächst aus der IT zurück und beriet die örtliche Episkopalkirche in finanziellen Dingen. Bei Cbr Systems (Cord Blood Registry) beschäftigte er sich allerdings wieder mit Datenbankdesign.
Bachman war bekannt für seine hitzigen Debatten (insbesondere bei der SIGFIDET ACM Conference 1974) mit Edgar F. Codd, der das relationale Datenbankmodell dem von Bachman proklamierten Netzwerkdatenbankmodell vorzog. Er blieb gegenüber dem relationalen Modell und speziell dessen Performance weiter skeptisch.
Charles Bachman, der am Parkinson-Syndrom erkrankt war, starb am 13. Juli 2017.

## Auszeichnungen (Auswahl)
- 1973: Turing Award
- 1977: Fellow der British Computer Society
- 2012: National Medal of Technology and Innovation
- 2015: Fellow des Computer History Museum